# ألفارو رودريغوس
ألفارو رودريغوس (بالبرتغالية: Álvaro Rodrigues Vieira Junior‏) هو لاعب كرة قدم برازيلي، ولد في 19 يوليو 1993 في البرازيل. لعب مع Nacional Futebol Clube ‏.

## وصلات خارجية
- ألفارو رودريغوس على موقع رابطة كرة القدم اليابانية للمحترفين (اليابانية)
- ألفارو رودريغوس على موقع قاعدة بيانات كرة القدم.إي يو (الإنجليزية)
- ألفارو رودريغوس على موقع Soccerway.com (الإنجليزية)
- ألفارو رودريغوس على موقع عالم كرة القدم.نت (الإنجليزية)